# Roberto Carlos Sánchez
Roberto Carlos Sánchez Álvarez (Ciego de Ávila, Cuba, 29 de enero de 1987) es un Maestro Internacional de ajedrez Cubano-Panameño.

## Biografía
Nació en Cuba Pero se mudó a Panamá el cual representa a nivel nacional e internacional, Campeón nacional (2018). Participante de los Juegos Olímpicos de 2018 como miembro de la selección nacional de Panamá. Participó en la Copa Mundial de Ajedrez 2023, donde fue eliminado por Eltaj Safarli en la primera ronda con una derrota por 3-1.

## Competencia Internacionales
| Año  | Lugar                     | Competencia                                      | + | − | = | Resultado |
| ---- | ------------------------- | ------------------------------------------------ | - | - | - | --------- |
| 2012 | La Habana, Cuba           | Capablanca en Memoriam Abierto 1                 | 4 | 0 | 6 | 8 de 10   |
| 2016 | San Salvador, El Salvador | Campeonato Continental Americano de Ajedrez 2016 | 6 | 3 | 2 | 7 de 12   |
| 2018 | Batum, Georgia            | Olimpiadas de ajedrez                            | 6 | 3 | 2 | 7 de 11   |